# David Azrieli

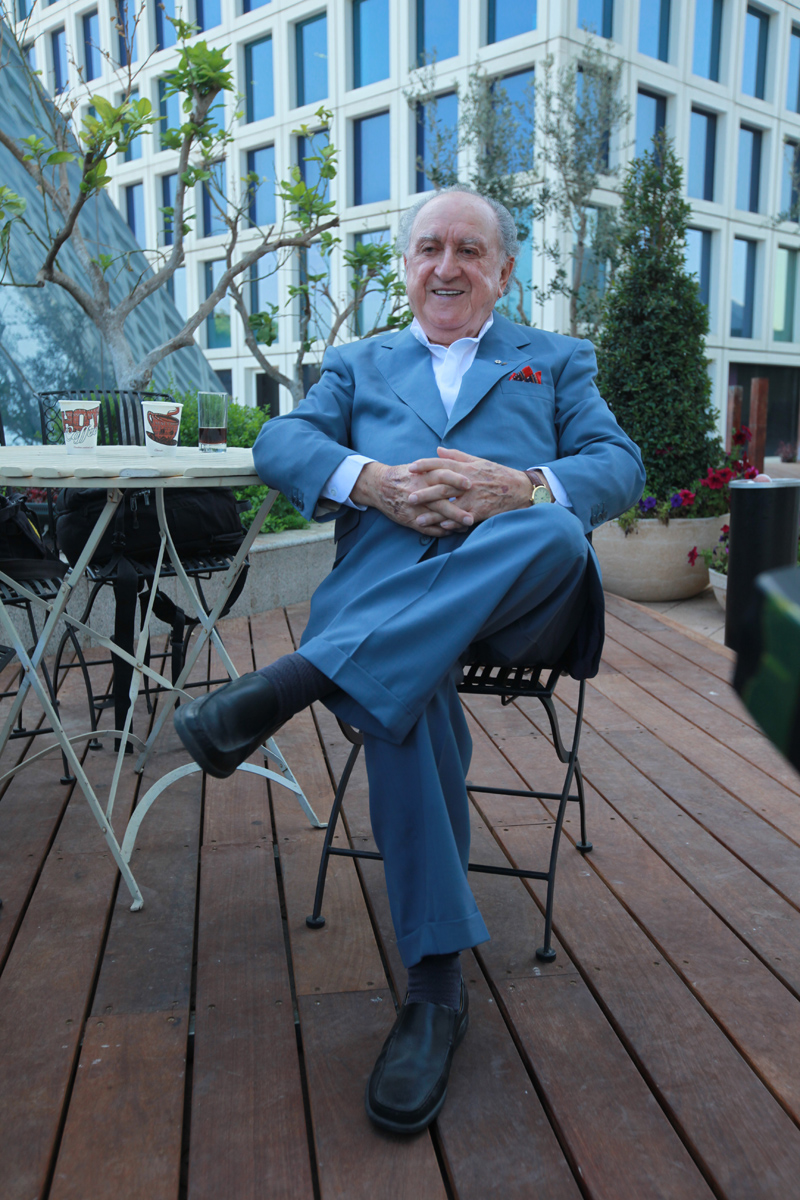
David Joshua Azrieli

David Azrieli (vollständig: David Joshua Azrieli, hebräisch דוד יהושע עזריאלי; geboren 10. Mai 1922 in Maków Mazowiecki, Polen; gestorben 9. Juli 2014 in Ivry-sur-le-Lac⊙, Québec, Kanada) war ein israelisch-kanadischer Architekt, Unternehmer und Philanthrop.

## Leben

### Jugend, Flucht vor den Deutschen Nationalsozialisten
Azrieli wurde in der polnischen Stadt Maków Mazowiecki⊙ in einer jüdischen Familie geboren.
In Maków Mazowiecki bestand seit dem 16. Jahrhundert eine jüdische Gemeinde.
Das jüdische Viertel lag im Norden der Stadt.
Die Gemeinde hatte ein rituelles Badehaus, eine Synagoge, eine Jeschiwa, ein Altenheim und einen Friedhof.
1827 erreichte die jüdische Bevölkerung mit 4090 Personen einen Anteil von 90,1 % der Ortsbevölkerung.
Nach dem Überfall auf Polen 1939 durch Nazi-Deutschland gelangte Maków Mazowiecki infolge des Hitler-Stalin-Paktes unter deutsche Herrschaft.
Die Deutschen begannen ihr Vernichtungswerk in diesem Ort mit der „Behandlungseinrichtung“ für körperlich und geistig behinderte Menschen aus dem gesamten Bezirk Maków.
In dieser Einrichtung wurden 500 Polen und Juden versammelt und im Februar 1940 ermordet.
Ende 1940 richteten die Deutschen in Maków Mazowiecki ein Ghetto ein.
Im Oktober 1940 befanden sich dort 5800 Juden.
Insgesamt wurden über 12.000 Juden durch dieses Ghetto geschleust und entweder direkt dort ermordet oder in verschiedene Vernichtungslager deportiert.
Azrieli war zu dieser Zeit 18 Jahre alt.
Er floh vor den Deutschen in den sowjetisch besetzten Teil Polens.
Nach dem Überfall Deutschlands auf die Sowjetunion 1941 floh er weiter.
Seine Flucht führte ihn durch Gomel⊙, Stalingrad⊙, Uljanowsk⊙, Taschkent⊙ und Buchara⊙.
Im Herbst 1942 trat er der polnischen Anders-Armee in Buchara bei und zog mit ihr in den Iran und dann nach Bagdad⊙.
In Bagdad traf Azrieli Mosche Dajan, später Außenminister unter Menachem Begin, und Enzo Sereni, den Gründer des Kibbuz Givʿat Brenner⊙.
Diese beiden überzeugten Azrieli nach Palästina zu gehen.
Von Azrielis Familie überlebte außer ihm selbst nur ein Bruder den Holocaust.

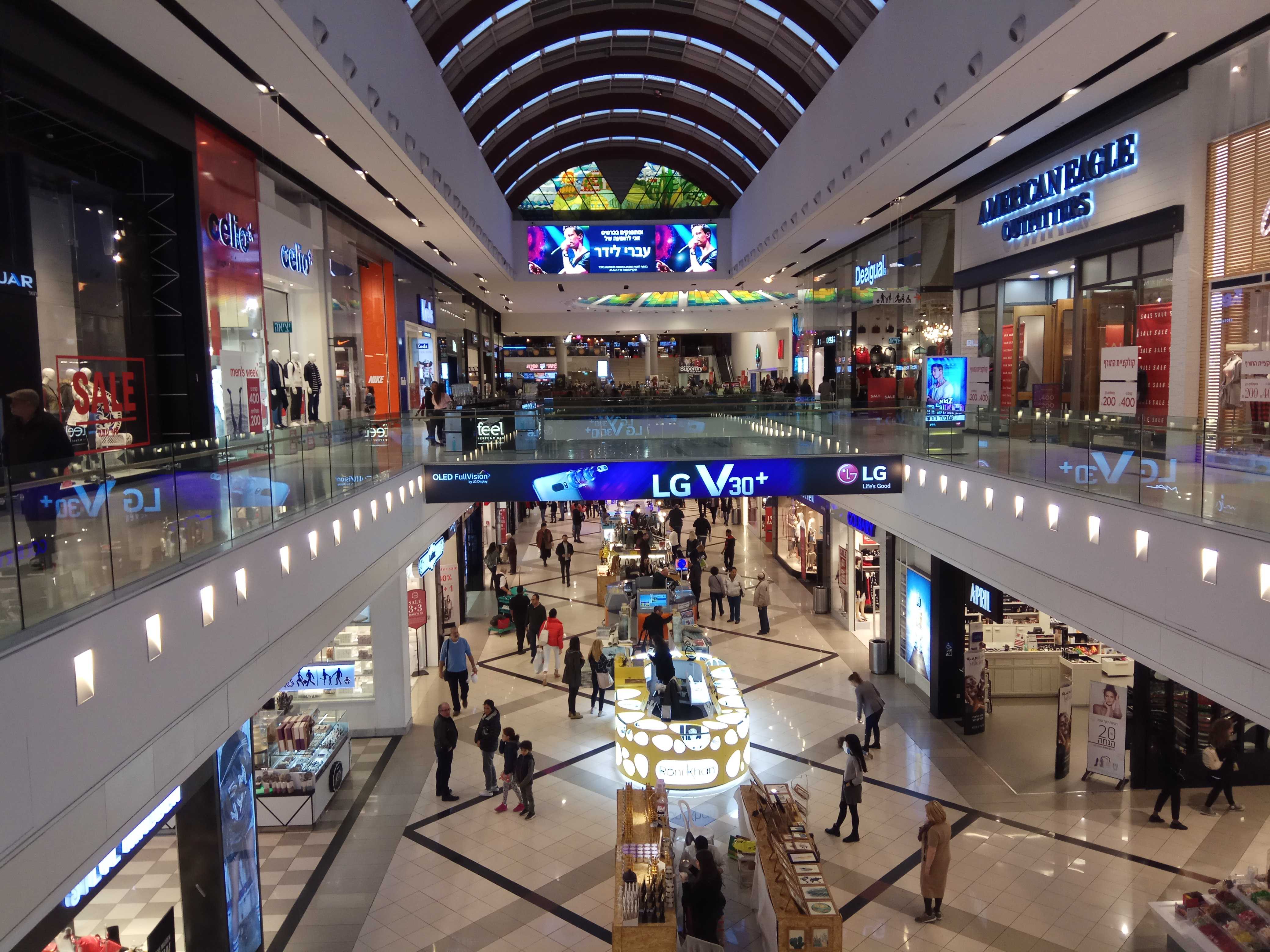
Ayalon Mall

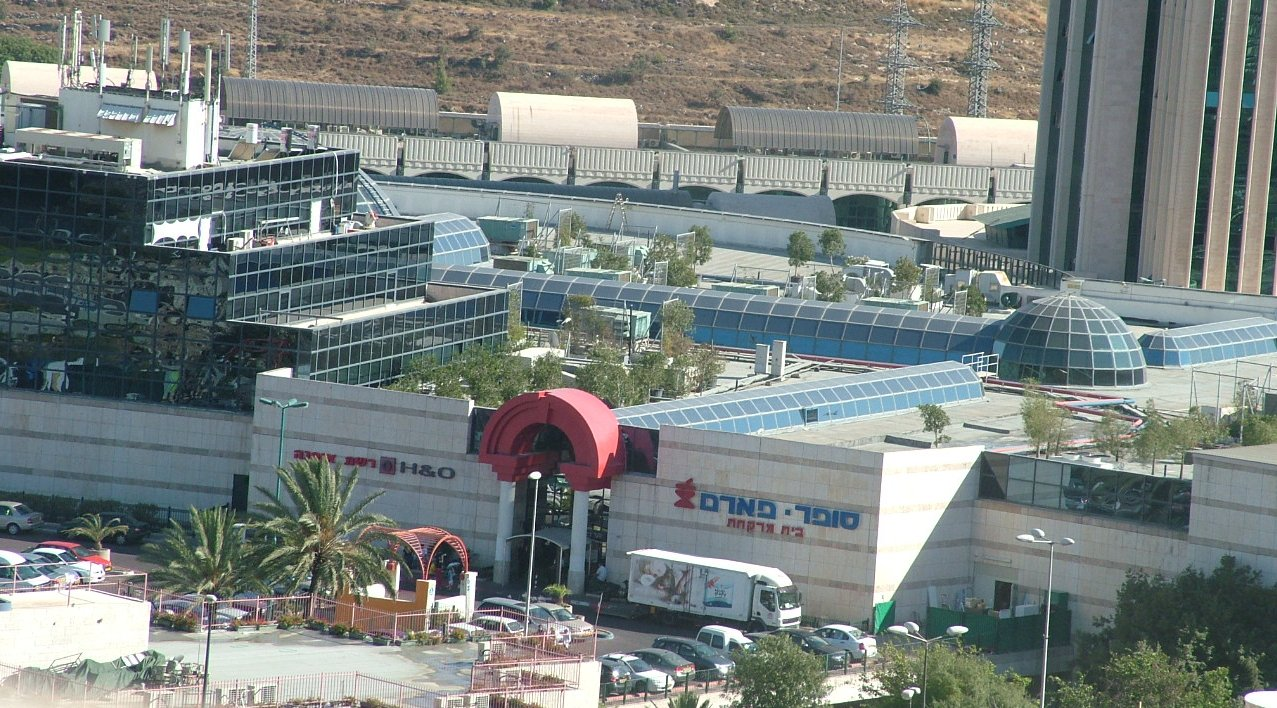
Malha Mall

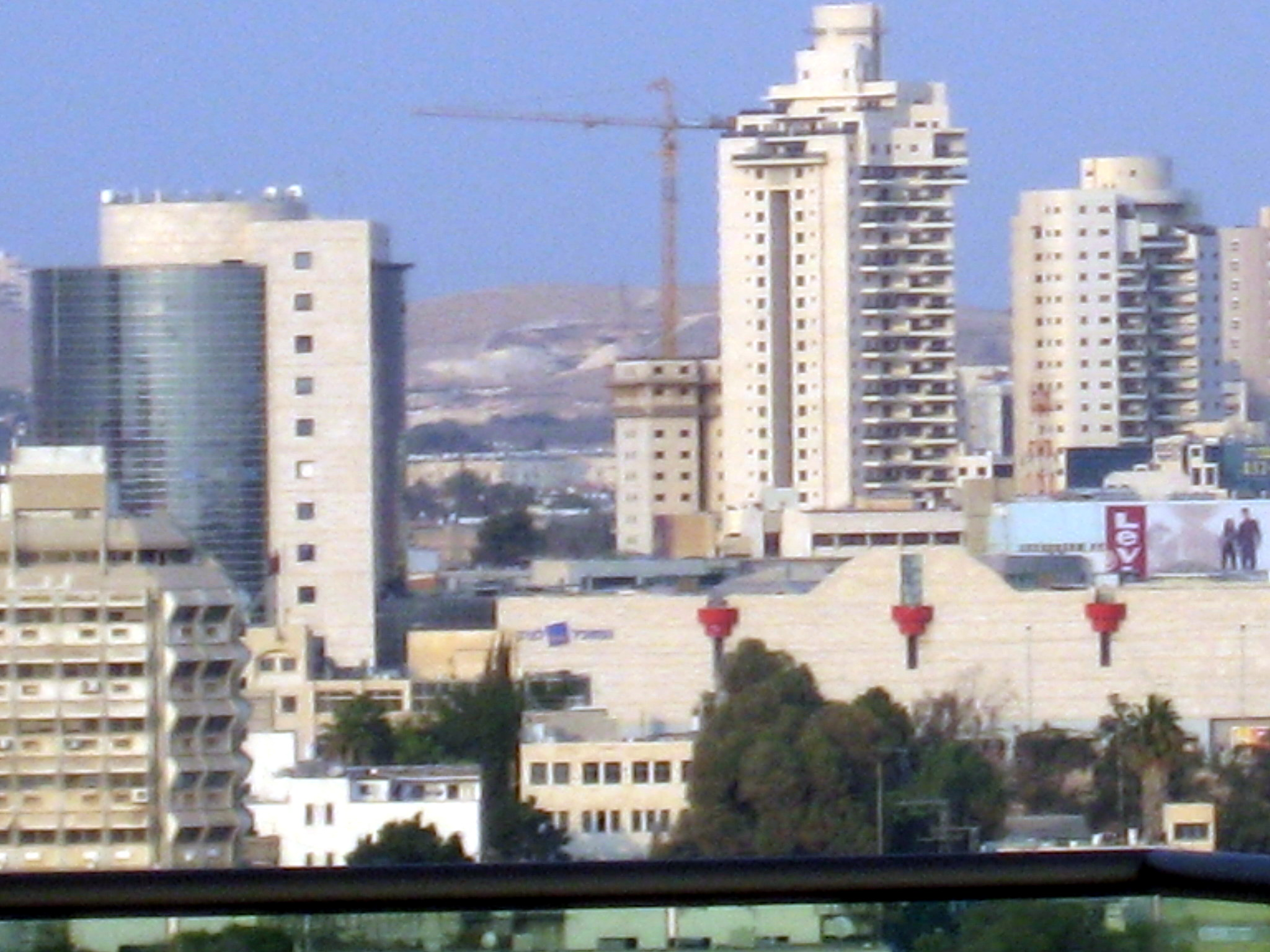
Beer-Sheva-Negev-Einkaufszentrum

### Ausbildung
Von 1943 bis 1946 studierte Azrieli am Technion⊙ in Haifa⊙ Architektur.
1948 kämpfte er im Palästinakrieg.
Anschließend reiste er durch Südafrika und England.
1954 zog er nach Montreal⊙, Kanada.
Dort setzte er sein Architekturstudium an der Universität Montreal⊙ fort.
1956 machte er seinen Bachelor am Thomas More Institute der Bishop’s University⊙.

### Berufstätigkeit
1957 begründete Azrieli sein Bauunternehmen mit dem Bau von vier kleinen Doppelhäusern in Montreal.
1985 kehrte er nach Israel zurück.
Dort baute er das erste überdachte Einkaufszentrum in Israel, die Ayalon Mall⊙ in Ramat Gan.
Danach baute er mehrere andere Einkaufszentren verteilt über ganz Israel, darunter das Jerusalem-Einkaufszentrum Malha⊙ und das Beer-Sheva-Negev-Einkaufszentrum⊙.
1997, im Alter von 75 Jahren, machte Azrieli seinen Master in Architektur an der Carleton University⊙ in Ottawa, Kanada. Die Fakultät für Architektur und Stadtplanung der Universität trägt seit 2008 seinen Namen.
2010 ging er mit seinem Unternehmen, der Azrieli-Gruppe, an die Börse.
Dies war der bisher größte Börsengang an der Börse von Tel Aviv⊙.
2013 gründete er mit 560 Millionen US-Dollar in bar die Azrieli-Stiftung (Azrieli Foundation).
Ziele der Stiftung sind die Unterstützung von Bildung, medizinischer Forschung, jüdischer Wertschätzung und das Holocaust-Gedenken.
2014 hielt die Stiftung 13 % der Anteile an der Azrieli-Gruppe.
Sie verfügte über eine Vermögen von über einer Milliarde US-Dollar aus Aktien und marktgängigen Wertpapieren.
Nach Azrielis Tod 2014 wurde seine Tochter Danna zur Vorsitzenden der Azrieli-Gruppe ernannt.
Seine Tochter Naomi, CEO der Azrieli Foundation, wurde Leiterin von Azrieli's North American CanPro Investments.
2014 wurde Azrieli als Nummer 520 auf der Forbesliste geführt.
Sein Vermögen wurde auf 3,1 Milliarden US-Dollar geschätzt.

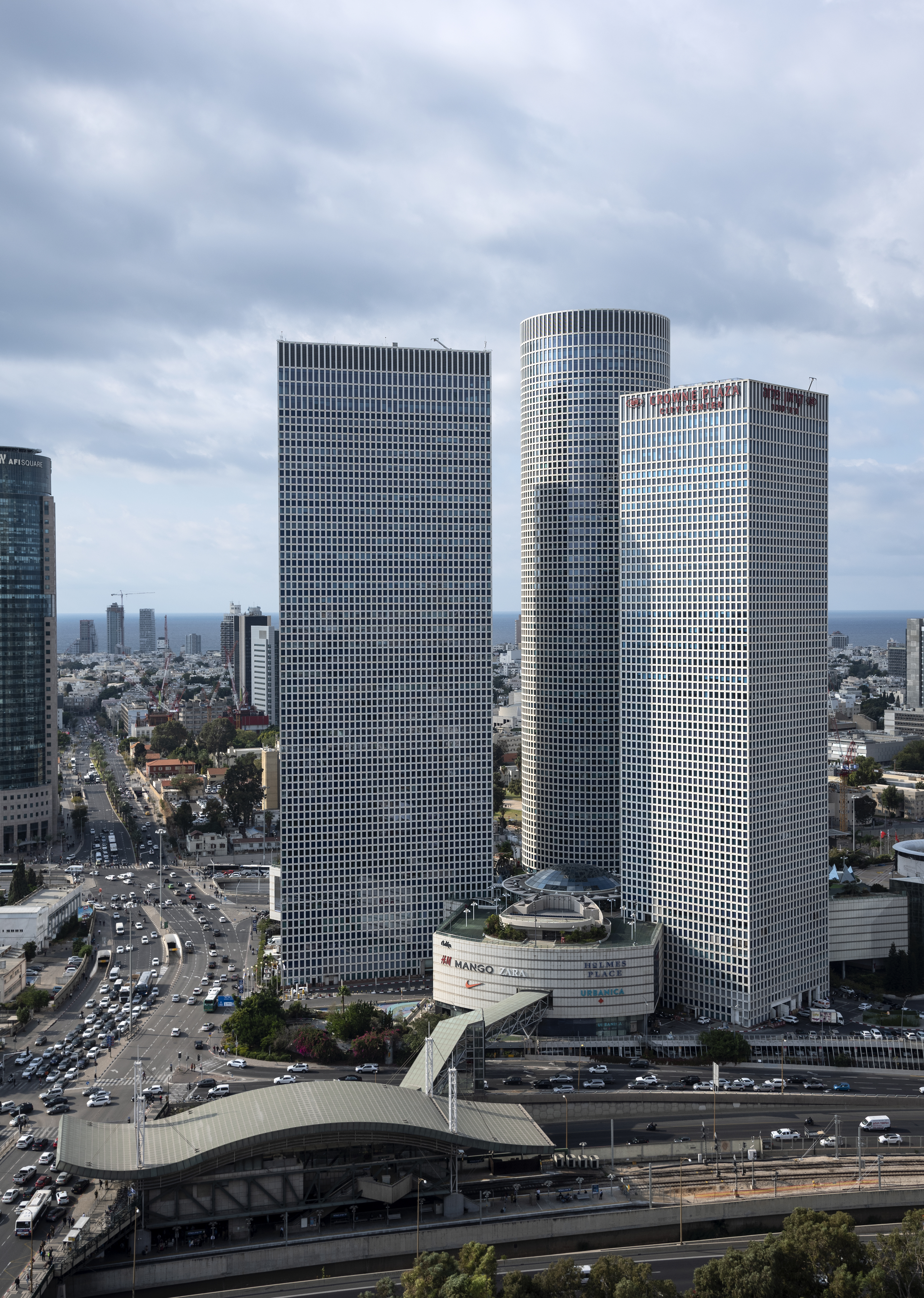
Azrieli-Zentrum

## Unternehmen, Gebäude, Institute, Stiftungen
Azrieli förderte durch seine Azrieli-Gruppe den Bau zahlreicher Hochhäuser und Einkaufszentren.
Über seine Azrieli-Foundation entstanden zahlreiche Bildungseinrichtungen, darunter
- die Azrieli-Schule für Architektur an der Universität Tel Aviv⊙
- die Azrieli-Fakultät für Medizin an der Bar-Ilan-Universität⊙
- Azrieli-Fakultät für Architektur und Stadtplanung an der Carleton University
- das Azrieli-Institut für Bildungshilfe in vielen Städten Israels (Azrieli Institute for Educational Empowerment, eine Art Nachhilfe und Krisenbewältigung für Schüler)
- das Azrieli-Institut für Biologie am Weizmann-Institut für Wissenschaften⊙
- das Azrieli-Institut für Israel-Studien an der Concordia University⊙
- die Schule für fortlaufende Studien am Technion.

Azrieli versuchte sich politisch neutral zu verhalten.
Allerdings unterstützte er den Kampf gegen die antizionistische Boycott, Divestment and Sanctions-Bewegung mit Spenden.

### Azrieli-Gruppe
Die Azrieli-Gruppe ist ein Unternehmen, das Gebäude, Einkaufszentren, Bürohochhäuser, Altersheime, EDV-Zentren, Hotels und Miethäuser errichtet und verwaltet.
Sie wurde 1982 gegründet.
2019 betrug ihr Nettogewinn 579 Millionen US-Dollar.
Seit Azrielis Tod ist seine Tochter Danna Hakim Azrieli Vorsitzende der Gruppe.

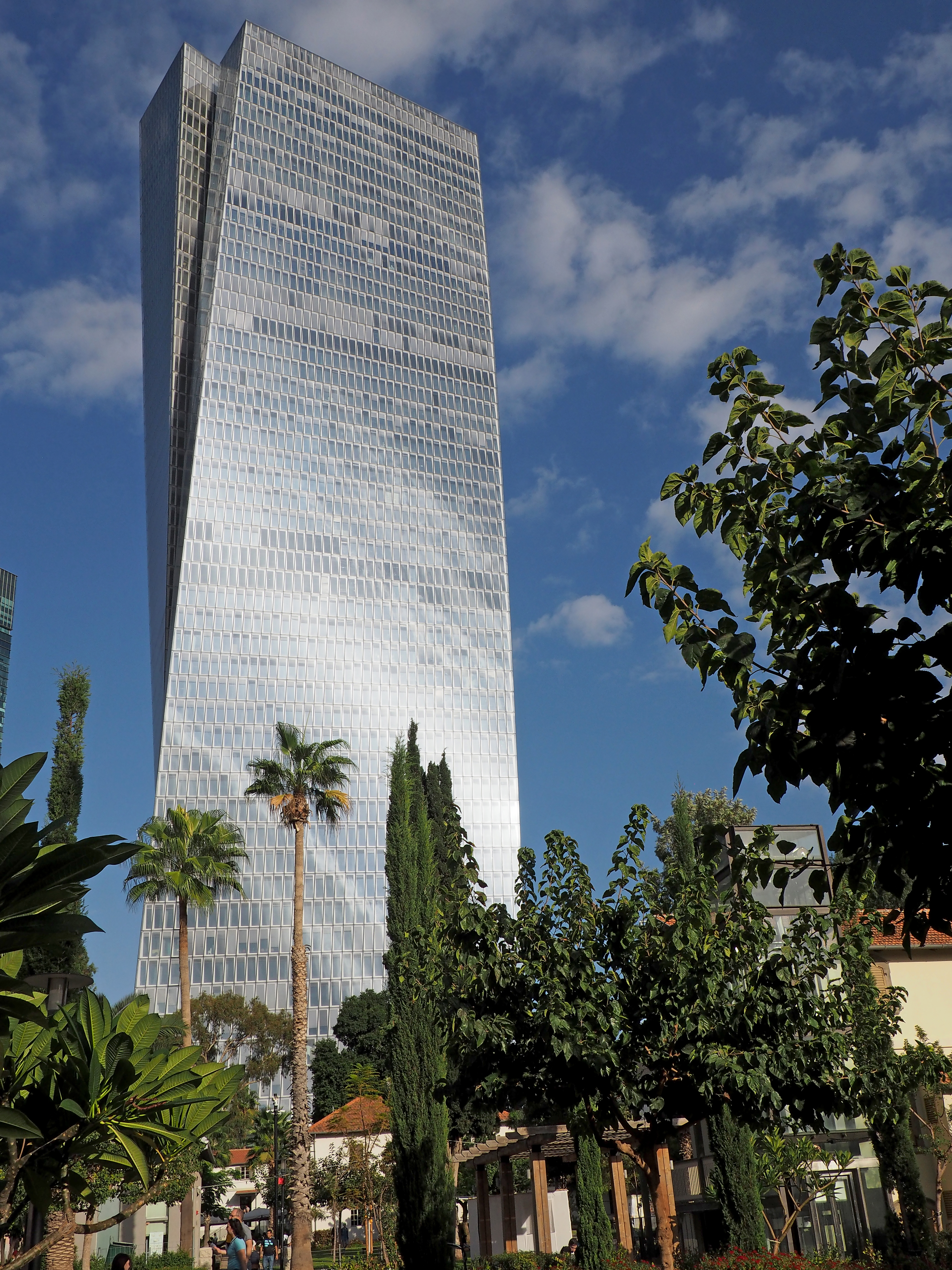
Azrieli-Sarona-Tower

### Azrieli-Zentrum
Das Azrieli-Zentrum⊙ besteht aus drei Hochhäusern in Tel Aviv.
Das erste Hochhaus wurde 1999 nach vierjähriger Bauzeit fertiggestellt.
Die drei Hochhäuser haben eine runde, eine dreieckige und eine quadratische Form.
Das runde Hochhaus ist 187 m hoch und hat 49 Stockwerke.
Das dreieckige Hochhaus ist 169 m hoch und hat 46 Stockwerke.
Das quadratische Hochhaus ist 154 m hoch und hat 42 Stockwerke.
Ein weiteres spiralförmiges Hochhaus von 350 m Höhe ist geplant.
Im unteren Bereich des Zentrums befindet sich ein großes Einkaufszentrum.
Im oberen Bereich befinden sich Büroräume, Hotels und Wohnungen.

### Azrieli-Sarona-Tower
Der Azrieli-Sarona-Tower⊙ befindet sich in Tel Aviv.
Der Azrieli-Sarona-Tower ist mit 238 m Höhe und 61 Stockwerken das höchste Gebäude in Israel.
Er wurde von 2013 bis 2017 erbaut.
Er enthält eine siebenstöckige Tiefgarage, ein drei stöckiges Einkaufszentrum, Büroräume und ein Hotel.

### Azrieli Graduate School of Jewish Education and Administration
Die Azrieli Graduate School of Jewish Education and Administration ist Teil der Yeshiva University⊙.
Sie wurde 1945 gegründet und 1983 nach Azrieli benannt.
Sie ist auf jüdische Erziehung und Bildung spezialisiert.
Ihre beiden Campus liegen in Washington Heights (New York City) und in Murray Hill (Manhattan).

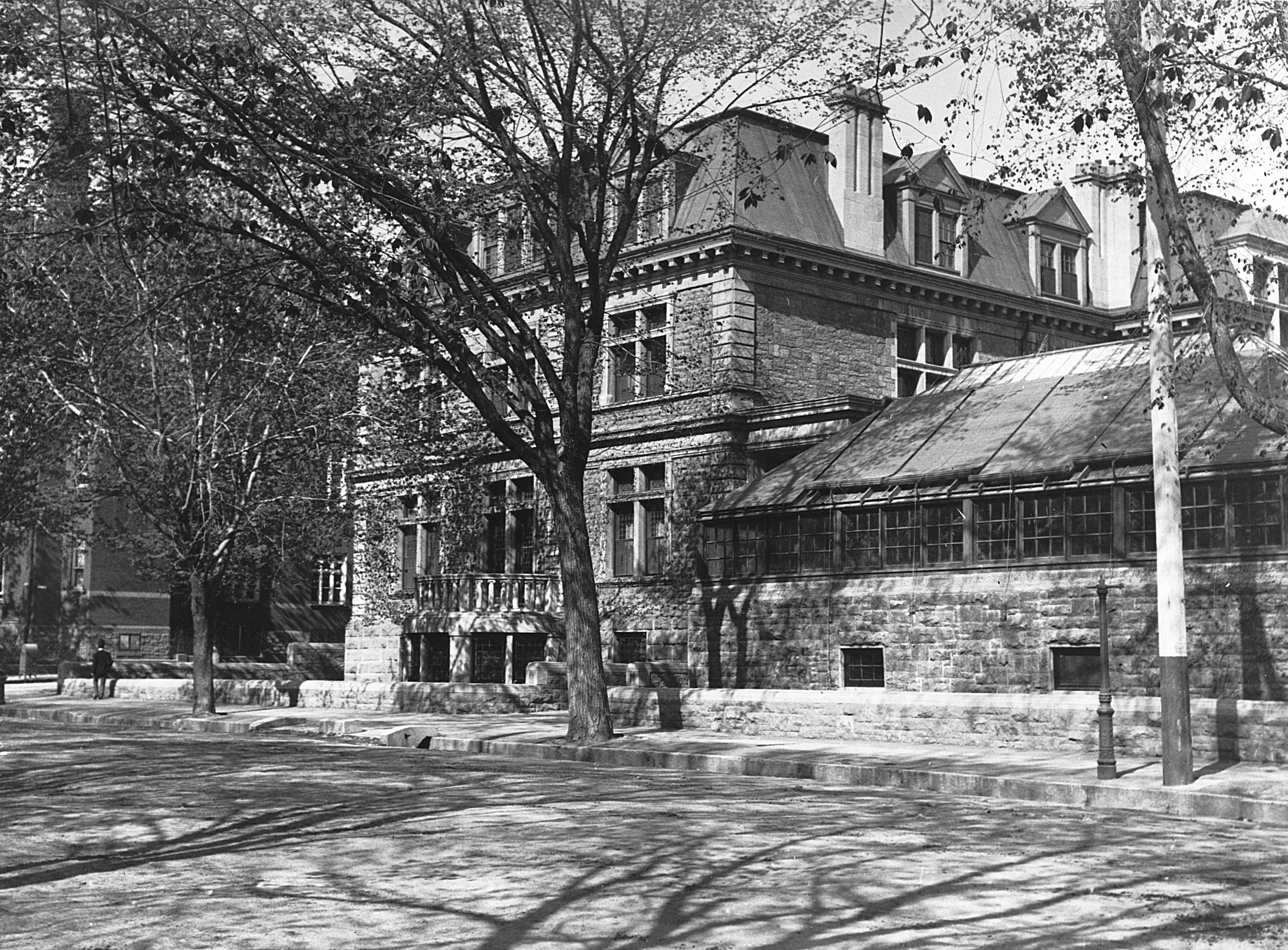
Van Horne House, Montreal, 1973 von Azriel abgerissen und durch das Sofitel-Hotel ersetzt

### Azrieli College of Engineering Jerusalem
Das Azrieli College of Engineering Jerusalem⊙ befindet sich im Stadtviertel Ramat Beit HaKerem in Jerusalem.
Es wurde 1996 gegründet.
Es ist ein öffentliches College, das der Ausbildung von Ingenieuren dient.

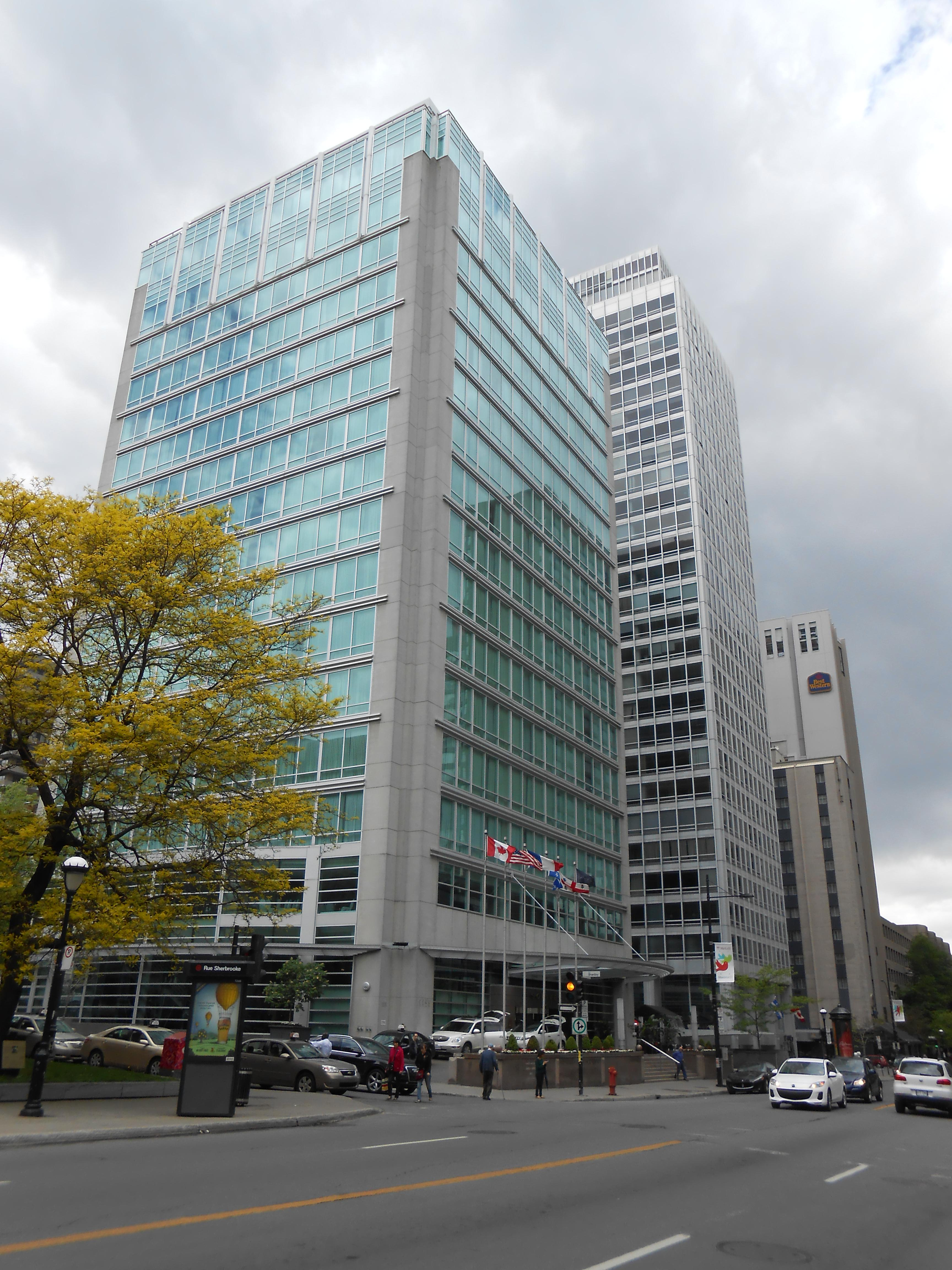
Sofitel-Hotel Montreal, Ersatz für das Van-Horne-Haus

### Van-Horne-Haus
Nicht immer fand Azrielis Bau-Eifer nur positive Reaktionen.
Im Jahr 1973 ersetzte er, trotz öffentlicher Proteste, das unter Denkmalschutz stehende William-Cornelius-Van-Horne-Haus⊙ in Montreal durch eins seiner Hochhäuser.
Daraus entstand die Gruppe Save Montreal, die sich für den Erhalt historischer Gebäude in Montreal einsetzt.
Zur Entschuldigung Azrielis kann man vorbringen, dass der Abriss des schönen alten Gebäudes im Einverständnis und auf Wunsch des Bürgermeisters von Montreal Jean Drapeau geschah.
Jean Drapeau war der Ansicht, dass das Van-Horne-Haus nicht erhaltenswert sei, weil es der anglophonen Kultur Kanadas entstammte.
Zur Erklärung: In der Provinz Quebec herrscht eine latente Feindschaft der frankophonen Mehrheit gegenüber der anglophonen Minderheit.
Diese Feindschaft äußert sich in einem Separatismus der Québec von Kanada trennen möchte.
Dieser Separatismus ist teilweise militant und äußert sich sogar in terroristischen Anschlägen auf die anglophone Minderheit.
In allen anderen Provinzen Kanadas bilden die Anglophonen die Mehrheit.

## Interessen, Hobbys und Ansichten
Azrieli war ein Liebhaber klassischer Musik und ein Kunstsammler.
Seine Sammlung israelischer Gemälde wurde in den Museen von Tel Aviv und Haifa ausgestellt.
Außerdem las er sehr gerne Zeitung.
Er betrachtete Israel und Kanada gleichermaßen als seine Heimatländer und fühlte sich beiden verpflichtet.
Azrieli glaubte daran, dass die Industrie mit ihren Erfolgen dem Wohlergehen der Menschheit verpflichtet ist:

„I am a big believer in industry being tied to philanthropy and to create a platform in which foundations will benefit for years from assets that will generate capital for their activities“

„Ich glaube fest daran, dass die Industrie an die Philanthropie gebunden ist.

Sie muss Vermögenswerte schaffen, die Kapital erzeugen.

Aus diesem Kapital können Stiftungen jahrelang ihre Aktivitäten finanzieren.“

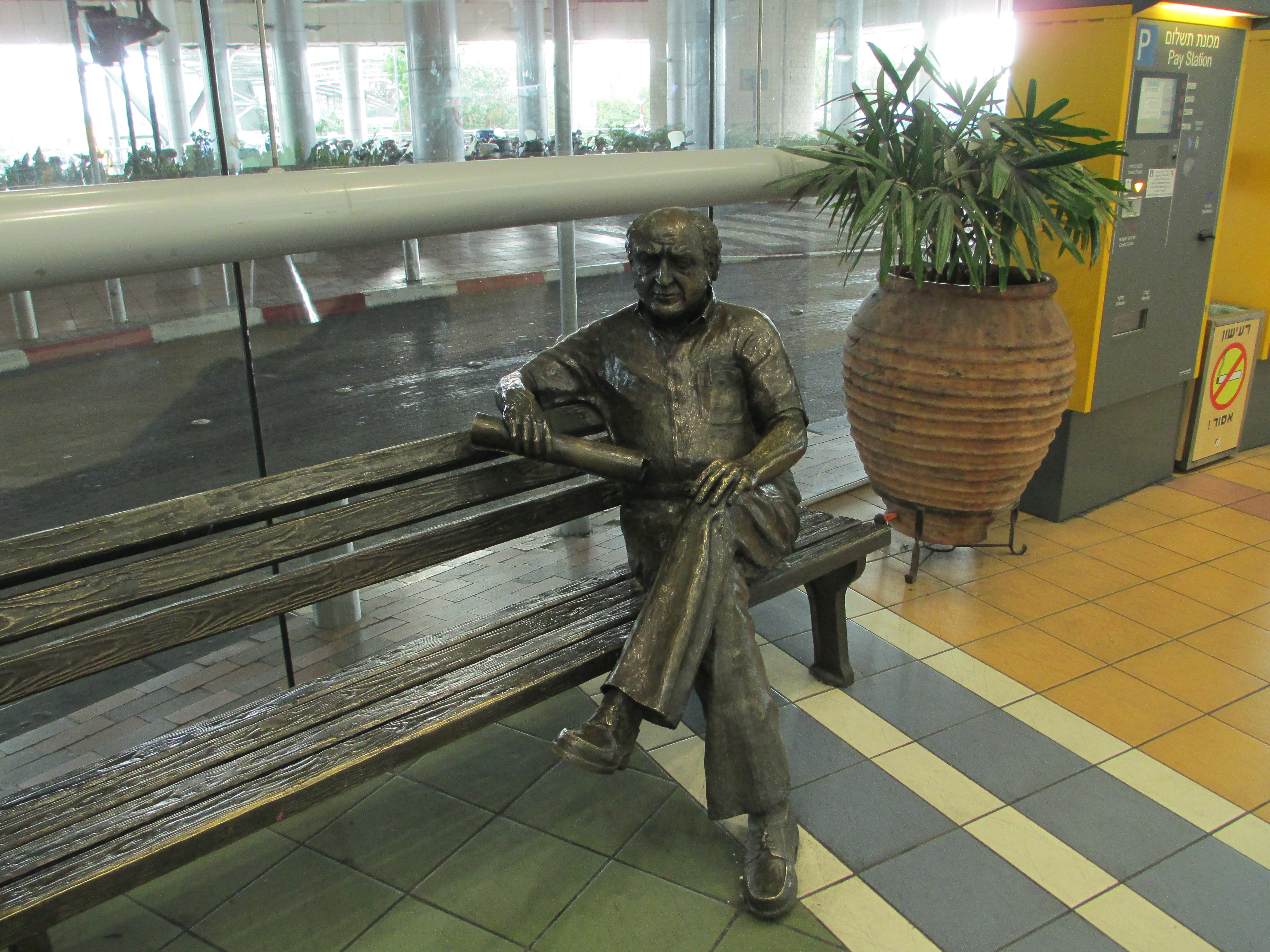
Denkmal für David Azrieli in Tel Aviv, Bildhauer: Asaf Lifshitz

## Ehrungen, Auszeichnungen, Preise
- Member of the Order of Canada (1984)
- Chevalier to the Ordre national du Québec (1999)
- Ehrendoktor
  - Concordia University (1975),
  - Yeshiva University (1983),
  - Technion (1985),
  - Universität Tel Aviv (1996),
  - Carleton University (2003),
  - Weizmann-Institut für Wissenschaften (2012)
- Israeli Prime Minister’s Jubilee Award (1998)
- Honorary Fellow of the City of Jerusalem (2001)
- Queen Elizabeth II Golden Jubilee Medal (2002)
- Queen Elizabeth II Diamond Jubilee Medal (2012)

## Familie und Privatleben
Azrieli war verheiratet.
Er hatte vier Kinder und sieben Enkelkinder.
Azrieli lebte im Winter in Israel und im Sommer in Kanada.

## Bücher
- Rekindling the Torch: The Story of Canadian Zionism, Key Porter Books, 2008, ISBN 978-1-55263-977-1
- One Step Ahead: Memoirs: 1939–1950, Yad Vashem Pubns, 2001, ISBN 978-9653081253